# Siegfried Selberherr

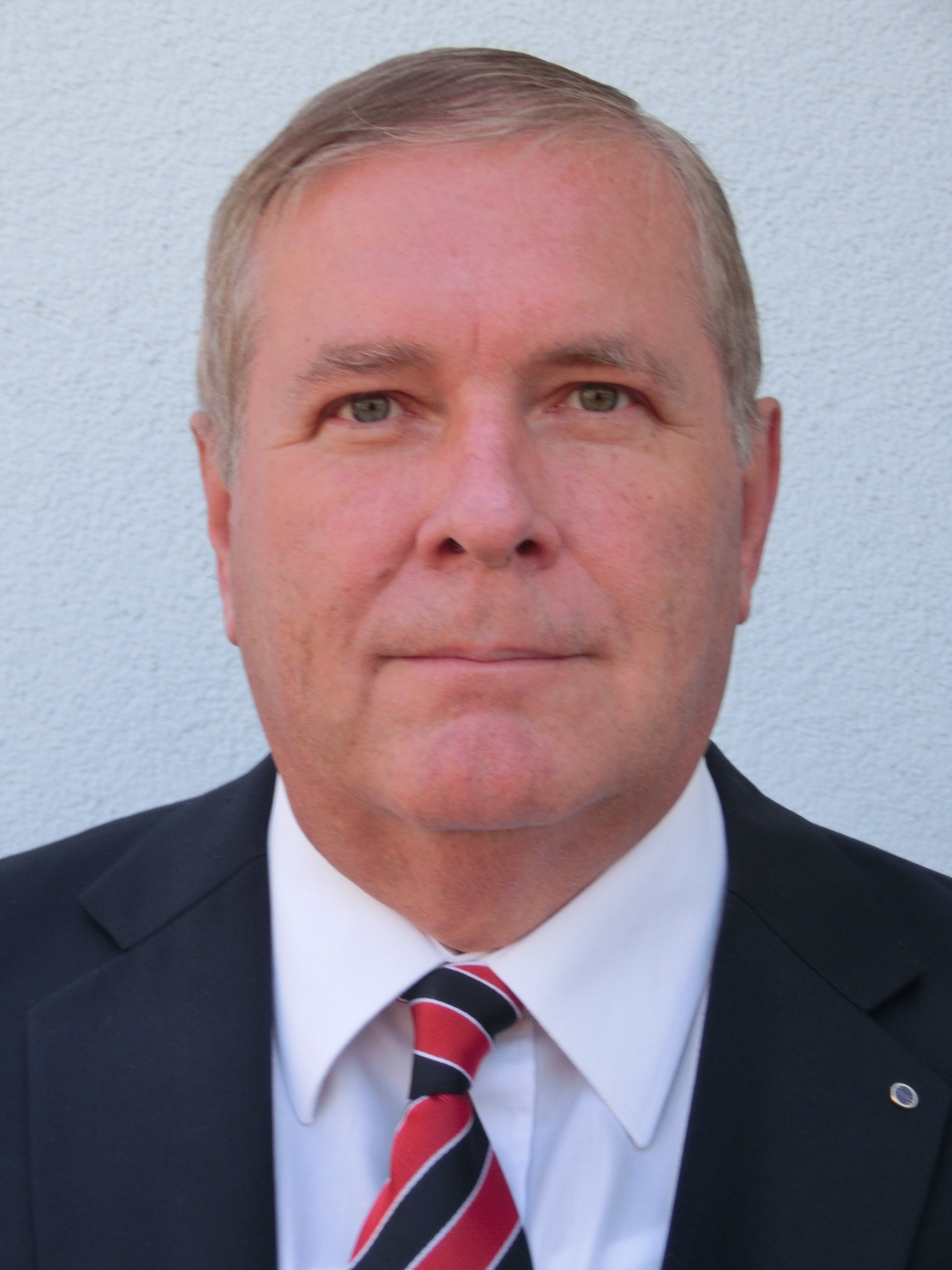
Siegfried Selberherr

Siegfried Selberherr (* 3. August 1955 in Klosterneuburg) ist ein österreichischer Wissenschafter im Bereich der Mikroelektronik. Er ist Universitätsprofessor am Institut für Mikroelektronik an der Technischen Universität Wien (TU Wien), wo er primär an der Modellierung und Simulation von physikalischen Phänomenen in der Mikroelektronik forscht.

## Leben
Siegfried Selberherr ist seit 1988 Ordentlicher Universitätsprofessor für Softwaretechnologie mikroelektronischer Systeme an der TU Wien. Er studierte Elektrotechnik an der TU Wien, graduierte zum Diplom-Ingenieur 1978, promovierte zum Doktor der technischen Wissenschaften 1981 und habilitierte sich 1984. Danach war er Gastwissenschaftler in den Bell-Laboratorien in den USA. Zwischen 1996 und 2020 war Selberherr 'Distinguished Lecturer' der IEEE Electron Devices Society. Von 1998 bis 2005 leitete er als Dekan die Fakultät für Elektrotechnik und Informationstechnik. Zwischen 2001 und 2018 war Siegfried Selberherr Mitglied und Stellvertretender Vorsitzender des Aufsichtsrats der ams AG und fungiert seitdem als wissenschaftlicher Berater für den Aufsichtsrat. Seit 2004 ist Selberherr Mitglied (Vorsitz 2008–2013) des Beirats des Interuniversitären Departments für Agrarbiotechnologie  (IFA-Tulln). In diesen Zeitraum fällt auch die Gründung des Universitäts- und Forschungszentrums Tulln (UFT), welches Selberherr seit Anbeginn unterstützt. Das UFT als Teil des Technopol Tulln arbeitet mit mehreren externen Forschungseinrichtungen zusammen und hat seinen Forschungsfokus im Bereich der nachwachsenden Rohstoffe.

## Wirken
Selberherr hat mit seinen Forscher-Teams in seiner wissenschaftlichen Laufbahn
bis dato über 400 Beiträge in Zeitschriften und Büchern publiziert und mehr als 1200 Veröffentlichungen in Tagungsbänden, davon über 250 mit eingeladenem Vortrag, beigetragen. Zusätzlich hat er drei Bücher geschrieben und an der Herausgabe von über 40 Werken mitgearbeitet. Er hat bisher über 100 Dissertationen betreut.
In seiner Forschungsarbeit hat  Selberherr unter anderem einen Simulator für Metal-Oxide-Semiconductor-Bauelemente entwickelt (MINIMOS), in dem auch ein nach ihm benanntes Beweglichkeitsmodell für Ladungsträger implementiert ist.
Weiters hat er zahlreiche Forschungsprojekte mit Halbleiterfirmen und Förderinstitutionen, wie etwa dem Fonds zur Förderung der wissenschaftlichen Forschung (FWF), der Christian Doppler Forschungsgesellschaft oder  dem European Research Council (ERC), geleitet.

## Auszeichnungen
- 1983 Dr.-Ernst-Fehrer-Preis der TU Wien
- 1986 Heinz-Zemanek-Preis der Österreichischen Computer-Gesellschaft, ÖCG
- 1993 Fellow des Institute of Electrical and Electronics Engineers, IEEE
- 1994 Wilhelm Exner Medaille des Österreichischen Gewerbevereins, ÖGV
- 1999 Wissenschaftspreis des Landes Niederösterreich
- 2001 Erwin Schrödinger-Preis der Österreichischen Akademie der Wissenschaften, ÖAW
- 2004 Ordentliches Mitglied der Europäischen Akademie der Wissenschaften und Künste
- 2005 Großes Ehrenzeichen für Verdienste um die Republik Österreich
- 2006 Ehrendoktorat der Universität Niš
- 2009 „Advanced Grant“ des ERC[6]
- 2011 Silbernes Komturkreuz des Ehrenzeichens für Verdienste um das Bundesland Niederösterreich[7]
- 2013 Ordentliches Mitglied der Academia Europaea
- 2014  Marin-Drinov-Ehrenzeichen am Bande der Bulgarischen Akademie der Wissenschaften[8]
- 2015 Franz-Dinghofer-Medaille des Dinghofer-Instituts, Studiengesellschaft für Politikforschung (DI)[9]
- 2018 Cledo Brunetti-Preis des Institute of Electrical and Electronics Engineers, IEEE
- 2021 Life Fellow des Institute of Electrical and Electronics Engineers, IEEE
- 2021 Fellow des Asia-Pacific Artificial Intelligence Association, AAIA[10]

## Wichtige Publikationen

### Zeitschriften
- L. Filipovic, S. Selberherr. Thermo-Electro-Mechanical Simulation of Semiconductor Metal Oxide Gas Sensors., Materials, Band 12, Nummer 15, Seiten 2410-1–2410-37, 2019, doi:10.3390/ma12152410.
- V. Sverdlov, S. Selberherr. Silicon Spintronics: Progress and Challenges., Physics Reports, Band 585, Seiten 1–40, 2015, doi:10.1016/j.physrep.2015.05.002.
- H. Ceric, S. Selberherr. Electromigration in Submicron Interconnect Features of Integrated Circuits., Materials Science and Engineering R, Band 71, Seiten 53–86, 2011, doi:10.1016/j.mser.2010.09.001.
- V. Sverdlov, E. Ungersboeck, H. Kosina, S. Selberherr. Current Transport Models for Nanoscale Semiconductor Devices., Materials Science and Engineering R,  Band 58, Nummer 6–7, Seiten 228–270, 2008, doi:10.1016/j.mser.2007.11.001.
- T. Grasser, T.-W. Tang, H. Kosina, S. Selberherr. A Review of Hydrodynamic and Energy-Transport Models for Semiconductor Device Simulation., Proceedings of the IEEE, Band 91, Nummer 2, Seiten 251–274, 2003, doi:10.1109/JPROC.2002.808150.
- S. Selberherr, A. Schütz, H. Pötzl. MINIMOS – A Two-Dimensional MOS Transistor Analyzer., IEEE Trans.Electron Devices, Band ED-27, Nummer 8, Seiten 1540–1550, 1980, doi:10.1109/T-ED.1980.20068.

### Bücher
- M. Nedjalkov, I. Dimov, S. Selberherr. Stochastic Approaches to Electron Transport in Micro- and Nanostructures, Birkhäuser, Basel, ISBN 978-3-030-67916-3, 214 Seiten, 2021, doi:10.1007/978-3-030-67917-0.
- R. Klima, S. Selberherr. Programmieren in C, 3. Auflage, Springer-Verlag, Wien-New York, ISBN 978-3-7091-0392-0, 366 Seiten, 2010, doi:10.1007/978-3-7091-0393-7.
- J.W. Swart, S. Selberherr, A.A. Susin, J.A. Diniz, N. Morimoto (Eds.). Microelectronics Technology and Devices, The Electrochemical Society, ISBN 978-1-56677-646-2, 661 Seiten, 2008.
- T. Grasser, S. Selberherr (Eds.). Simulation of Semiconductor Processes and Devices, Springer-Verlag, Wien-New York, ISBN 978-3-211-72860-4, 460 Seiten, 2007, doi:10.1007/978-3-211-72861-1.
- F. Fasching, S. Halama, S. Selberherr (Eds.). Technology CAD Systems, Springer-Verlag, Wien-New York, ISBN 978-3-7091-9317-4, 309 Seiten, 1993, doi:10.1007/978-3-7091-9315-0.
- S. Selberherr. Analysis and Simulation of Semiconductor Devices, Springer-Verlag, Wien-New York, ISBN 978-3-7091-8754-8, 294 Seiten, 1984, doi:10.1007/978-3-7091-8752-4.